# گرادنگا
گرادنگا (به صربی: Gradnja) یک منطقهٔ مسکونی در صربستان است که در ناحیه پچینیا واقع شده‌است. گرادنگا ۲۴۷ نفر جمعیت دارد.